# Mahâvâkya
Les quatre mahāvākya sont les « grandes paroles » ou « déclarations fondamentales » tirées des Upaniṣad qui sont censées les résumer. Elles affirment l'identité profonde entre l'homme et la totalité, identité qui sera l'un des fondements de l'hindouisme. Le mot sanskrit mahāvākya est composé de mahānt (grand, vaste, éminent) et de vākya (parole, propos, déclaration).
Le Sukarahasya Upaniṣad (XII) énumère ainsi les quatre mahāvākya :
Prajnānam Brahma : La conscience est le Brahman. (Aitareya Upanishad, V.3):
Aham Brahma asmi : Je suis le Brahman. (Brihadāranyaka Upanishad, I.4.10):
Tat tvam asi : Tu es Cela. (Chhāndogya Upanishad, VI.8.7)
Ayam ātmā Brahma : Cet atmān est le Brahman. (Māndûkya Upanishad, II)
Les quatre mahāvākya énoncent une seule et même équation. D'un côté, il y a l'ātman, le principe de la conscience individuelle (dont le moi pensant n'est que la manifestation éphémère et toujours changeante). De l'autre, il y a le Brahman, le principe de la totalité (que la pensée ne peut concevoir mais seulement indiquer). La nature précise de cette identité entre ātman et Brahman fera par la suite l'objet d'explorations minutieuses et d'inlassables débats, dont les retombées, sous forme de courants parallèles et de systèmes successifs, contribueront elles-mêmes à l'élaboration de ce que l'on appelle aujourd'hui l'hindouisme.